# Arcidiocesi di Las Vegas
L'arcidiocesi di Las Vegas (in latino Archidioecesis Campensis) è una sede metropolitana della Chiesa cattolica negli Stati Uniti d'America. Nel 2021 contava 580.850 battezzati su 1.981.000 abitanti. È retta dall'arcivescovo George Leo Thomas.

## Territorio
L'arcidiocesi si trova nella parte meridionale dello stato americano del Nevada e comprende le contee di Clark, Esmeralda, Lincoln, Nye, White Pine.
Sede arcivescovile è la città di Las Vegas, dove si trova la cattedrale dell'Angelo Custode (Guardian Angel Cathedral).
Il territorio si estende su 103.189 km² ed è suddiviso in 30 parrocchie.

### Provincia ecclesiastica
La provincia ecclesiastica di Las Vegas, istituita nel 2023, comprende le seguenti suffraganee:
- diocesi di Reno (Nevada),
- diocesi di Salt Lake City (Utah).

## Storia
La diocesi di Las Vegas fu eretta il 21 marzo 1995 con la bolla Cum ob amplum di papa Giovanni Paolo II, in seguito alla divisione della diocesi di Reno-Las Vegas, che ha dato origine anche alla diocesi di Reno.
Originariamente suffraganea dell'arcidiocesi di San Francisco, il 30 maggio 2023 è stata elevata da papa Francesco al rango di sede metropolitana con la bolla Cuius oculis nuda.

## Cronotassi dei vescovi
Si omettono i periodi di sede vacante non superiori ai 2 anni o non storicamente accertati.
- Daniel Francis Walsh (21 marzo 1995 - 11 aprile 2000 nominato vescovo di Santa Rosa in California)
- Joseph Anthony Pepe (6 aprile 2001 - 28 febbraio 2018 ritirato)
- George Leo Thomas, dal 28 febbraio 2018

## Statistiche
L'arcidiocesi nel 2021 su una popolazione di 1.981.000 persone contava 580.850 battezzati, corrispondenti al 29,3% del totale.
| anno | popolazione | popolazione | popolazione | presbiteri | presbiteri | presbiteri | presbiteri                | diaconi | religiosi | religiosi | parrocchie |
| anno | battezzati  | totale      | %           | numero     | secolari   | regolari   | battezzati per presbitero | diaconi | uomini    | donne     | parrocchie |
| ---- | ----------- | ----------- | ----------- | ---------- | ---------- | ---------- | ------------------------- | ------- | --------- | --------- | ---------- |
| 1999 | 390.000     | 1.300.000   | 30,0        | 49         | 32         | 17         | 7.959                     | 7       | 5         | 42        | 24         |
| 2000 | 405.000     | 1.350.000   | 30,0        | 77         | 57         | 20         | 5.259                     | 10      | 24        | 28        | 24         |
| 2001 | 448.000     | 1.400.000   | 32,0        | 73         | 58         | 15         | 6.136                     | 8       | 18        | 25        | 23         |
| 2002 | 464.164     | 1.478.230   | 31,4        | 84         | 60         | 24         | 5.525                     | 8       | 28        | 25        | 23         |
| 2003 | 494.353     | 1.594.690   | 31,0        | 81         | 58         | 23         | 6.103                     | 6       | 27        | 22        | 24         |
| 2004 | 544.519     | 1.650.059   | 33,0        | 84         | 64         | 20         | 6.482                     | 8       | 24        | 25        | 25         |
| 2013 | 732.000     | 1.984.000   | 36,9        | 76         | 58         | 18         | 9.631                     | 33      | 21        | 16        | 29         |
| 2016 | 747.236     | 2.100.719   | 35,6        | 84         | 66         | 18         | 8.895                     | 40      | 22        | 21        | 29         |
| 2019 | 574.000     | 1.960.000   | 29,3        | 47         | 37         | 10         | 12.212                    | 26      | 11        | 14        | 30         |
| 2021 | 580.850     | 1.981.000   | 29,3        | 62         | 35         | 27         | 9.368                     | 37      | 32        | 13        | 30         |